# Aristó (escultor)
Aristó (en grec Αρίστων) va ser un escultor grec que va esculpir juntament amb son germà Telestes (Telestas) l'estàtua colossal de Zeus que els kleitorians van dedicar al temple d'Olímpia amb les despulles de moltes ciutats capturades. L'estàtua, amb el seu basament, tenia uns 18 peus grecs d'alçada. Pausànias parla de l'escultura i de la part visible de la seva inscripció, que en el seu temps ja estava mutilada.